# Steve Sellers
Steve Sellers fue el teclista y guitarrista de la banda estadounidense Ghost of the Robot.
Es hermanastro de Charlie DeMars. Cuando este se mudó a Los Ángeles vivió un tiempo con él.
Su hermanastro le convenció para que fuera a verles a él y a James Marsters tocando en el 14 Below. Tras verles actuar se sorprendió por su talento y les animó a escribir canciones propias y dejaran de hacer covers.
En la actualidad es miembro de la banda Gods of the Radio.
- Datos: Q6134266